# 浮間公園

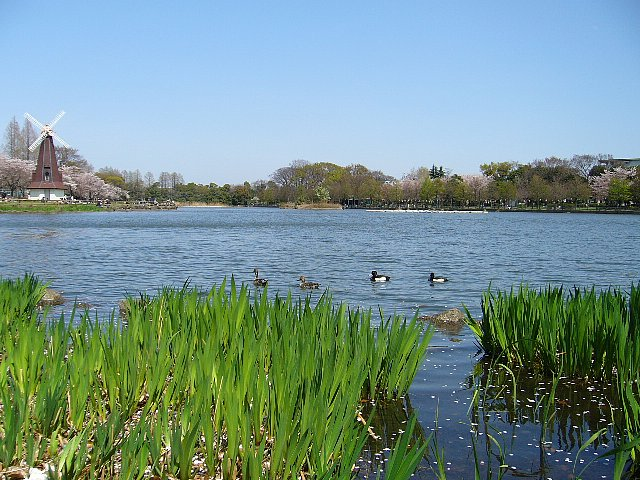
春の浮間ヶ池

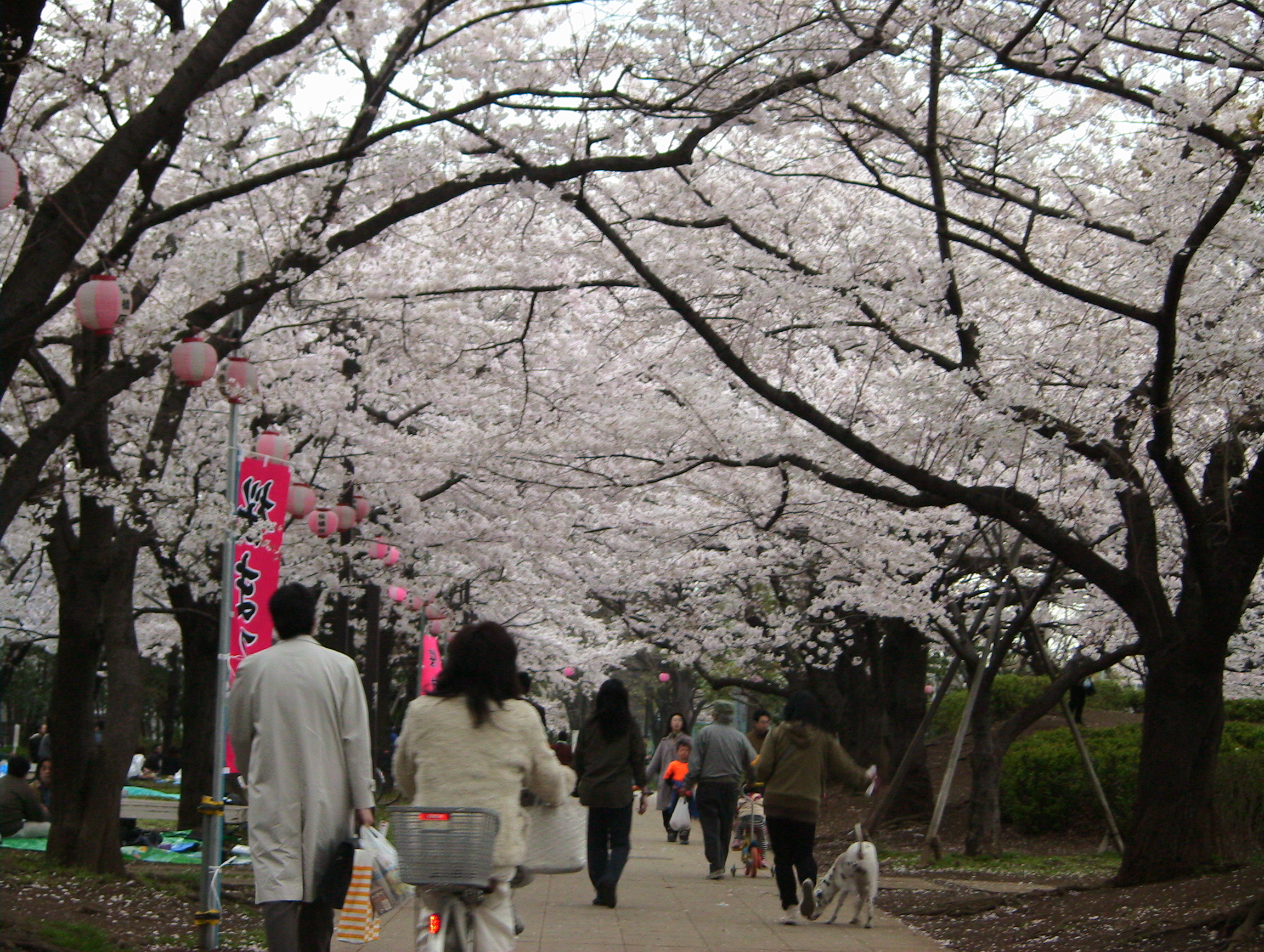
浮間公園に咲く桜

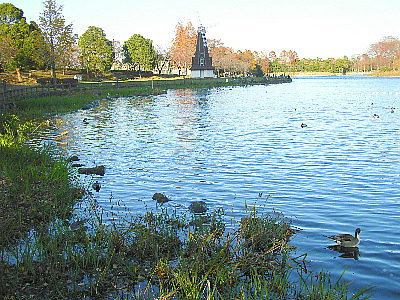
冬の浮間ヶ池

浮間公園（うきまこうえん）は、東京都北区浮間2丁目と板橋区舟渡2丁目の境にある浮間ヶ池を中心にした都立の都市公園（総合公園）。
元は荒川が流れていたところだが、大正から昭和にかけての河川改修で流路が変わり、旧河道の一部が池になった。1967年に浮間公園が設けられた。池の中には浮島という小さな島がある。約4万m2（0.04km2）。

## 歴史
江戸時代から明治時代にかけて、浮間で荒川は大きく南に蛇行していた。1928年（昭和3年）ころに荒川が直線化された際、川の名残として浮間ヶ池が残った。それまで荒川の左岸側（埼玉県側）だった浮間は、このとき右岸側（東京府側）になった。浮間ヶ池はＵ字蛇行部の西の一部にあたり、池の東にある現在の浮間地区が、荒川改修で移った部分にほぼ相当する。
1967年（昭和42年）に東京都は浮間ヶ池を含め周辺を都立浮間公園とし1985年（昭和60年）に埼京線の浮間舟渡駅が開業すると、浮間公園の入り口は駅前広場と道路一つを隔てて相対するようになった。

## 公園概要
釣りができる浮間ヶ池のそばに、風車が一基ある。他の施設として野球場、テニスコート、水遊びができるじゃぶじゃぶ池、鳥のためのバードサンクチュアリ、ゲートボール場、子供用の遊具を設けた広場がある。
春には桜が咲き花見客が多く訪れ、舟渡桜祭りが開かれる。また公園内にある浮間ヶ原桜草圃場は、かつて浮間ヶ原に自生していて、河川改修や護岸工事などで絶滅した桜草を残そうと、当時の園芸組合員が持ち寄ったのが始まりで、年に一回一般にも公開されている。